# Курсив
Курсив на български език се използва в три значения: печатен шрифт с наклон надясно, вид писмо-скоропис, текст с курсив.

## Типография
В типографията курсив е печатен шрифт с наклон надясно на приблизително 15° на основните щрихи, с окръглени техни форми респ. на съединителните им линии, подобно на ръкописен шрифт. Използва се предимно като разграничително изобразяване в писмености, в които основните щрихи са ориентирани преимуществено вертикално. Терминът курсив (на немски: Kursiv) е редукция от думата Kursive (Corsiv, началото на 17 в.) от средновековната латинска форма на (scriptura) cursiva за скорописен шрифт, от латинското currere (cursum) за вървя, бягам, бързам.
Съвременният типографски курсив се е развил от ръкописното курсивно писмо и минускула, съществували още в Древна Гърция и в Древния Рим. Получава за първи път силно развитие в Италия в епохата на Възраждането, поради което в редица езици (като английски и френски) курсивът се нарича „италиански“ шрифт (italic) за разлика от правия „римски“ шрифт (roman). Курсивът често се бърка с наклоненото начертание (oblique), при което текстът също е наклонен, но без промяна на буквите по подобие на ръкописен шрифт.

## Палеография
В палеографията терминът „курсив“ се използва за бегло свързано изписване на латинско, гръцко, еврейско и глаголическо писмо на мек материал. Изписването с ръкописна кирилица от периода между 14 в. и началото на 19 в. се нарича „скоропис“ респ. „бързописно писмо“, докато от периода след средата на 19 в. се нарича описателно и различно в отделните източници, например „граждански шрифт“, „писмен тип на гражданската кирилица“, „нов писмен тип кирилица“.

## Текст с курсив
Текст с „курсив“ се използва, за да се обърне внимание респ. да се подчертае нещо.